# Dina Korzun
Dianna Aleksandrovna "Dina" Korzun (em russo:  Диа́нна Алекса́ндровна "Ди́на" Ко́рзун; nascida em 13 de abril de 1971) é uma atriz russa de teatro e cinema.

## Vida pregressa
Dina Korzun nasceu em 13 de abril de 1971, na cidade de Smolensk, na Rússia. Ela passou a infância em sua cidade natal e foi criada pela mãe, que era  engenheira de segurança em uma fábrica de meias, em um apartamento comunitário. Ela gostava de organizar shows amadores, para os quais utilizava cordas de pular como microfones e colchas como cortinas. Os artistas apresentavam canções, danças, leituras de poesia, acrobacias. Embora se mostrasse talentosa no palco, ela gostava mesmo de pintar e sua mãe comprava lápis, álbuns e tintas para ocupar o tempo da filha e compensar a falta de tempo para estar com ela.
Ela se formou no ensino médio e na escola de arte, estudou balé e dança moderna. Depois disso, entrou para a Faculdade de Artes Gráficas, no Instituto Pedagógico de Smolensk, mas percebeu não gostar da profissão. Então entrou para a Escola de Música, onde conheceu seu primeiro marido, o diretor de teatro de Moscou, Ansar Khalilullin. Ele influenciou Dina a mudar-se para Moscou e ingressar na Escola de Teatro de Arte de Moscou.

## Carreira
Após se formar na Escola de Teatro de Arte de Moscou, ela foi convidada a ingressar no Teatro de Arte de Moscou, onde foi atriz de teatro (1996–2000). Seus papéis principais foram Katerina em Storm, She em I Can't Imagine Tomorrow e Helena em Sonho de uma Noite de Verão. Dina Korzun fez sua estréia na tela em País dos Surdos, de Valery Todorovsky (1998) como Yaya, uma jovem surda e mentalmente doente.
Seu outro papel significativo é Tanya em Last Resort (2000) de Paweł Pawlikowski, pelo qual ela ganhou o prêmio de Melhor Atriz no British Independent Film Awards (Melhor Revelação na tela), Festival de Cinema de Londres (Prêmio FIPRESCI), Festival Internacional de Cinema de Bratislava, Festival Internacional de Cinema de Gijón e Festival de Cinema de Salonica.
Em 2006, Dina Korzun foi indicada para Melhor Atriz Feminina no Prêmio Independente Spirit por seu papel em Quarenta Tons de Azul como Laura, uma jovem russa que vive em Memphis com um parceiro músico muito mais velho. Em 2009, ela foi indicada ao Independent Spirit Award de Melhor Coadjuvante Feminina pelo filme Almas Frias. No mesmo ano, ela co-fundou a fundação de caridade Podari Zhizn, que ajuda crianças que sofrem de doenças oncológicas e hematológicas.

## Vida pessoal
Dina Korzun fala russo e inglês fluentemente e já atuou em ambos os idiomas.
Dina foi casada por três vezes: Ansar Khalilunin, diretor russo de teatro (1989 - 1992), Aleksey Zuev, ator russo (1993 - 1997), e Louis Alfred Franck, documentarista belga (2001 - presente).
Ela tem um filho com seu primeiro marido, que se chama Timur e nasceu em 1990.  Pela falta de tempo para criar o filho, a mãe de Dina foi quem o criou em Smolensk.
Ela tem ainda duas filhas, Itala e Sophia, com seu terceiro marido, Louis Alfred Franck. A família vive em Londres.

## Prêmios e reconhecimentos
- 1998 - Melhor Atriz no Russian Guild of Film Critics por País dos Surdos[9]
- 1999 - Melhor Atriz no Nika Awards por País dos Surdos[9]
- 2000 - Melhor Atriz no Festival de Cinema de Salonica por Last Resort[9]
- 2001 - Indicada a melhor Atriz no British Independent Film Awards (Melhor Revelação na tela) por Last Resort[9]
- 2001 - Melhor Atriz no Festival de Cinema de Londres (Prêmio FIPRESCI) por Last Resort[9]
- 2001 - Melhor Atriz no Festival Internacional de Cinema de Bratislav por Last Resort[9]
- 2001 - Melhor Atriz no Festival Internacional de Cinema de Gijón por Last Resort[9]
- 2006 - Indicada para Melhor Atriz Feminina no Prêmio Independente Spirit por Quarenta Tons de Azul[9]
- 2009 - Indicada para Melhor Atriz Feminina no Gotham Awards por Almas à Venda[9]
- 2010 - Indicada ao Independent Spirit Award de Melhor Coadjuvante Feminina por Almas à Venda[9]
- 2013 - 100 mulheres da BBC[10]

## Filmografia
| Ano  | Título                                    | Função                                      | Notas          |
| ---- | ----------------------------------------- | ------------------------------------------- | -------------- |
| 1998 | País dos Surdos                           | Yaya                                        | teatro         |
| 1999 | O presidente e sua neta                   | Tanya                                       | teatro         |
| 2000 | Cidadão da cabeça                         | Larissa Lushnikova                          | séries de TV   |
| 2000 | Último recurso (Last Resort)              | Tanya                                       |                |
| 2002 | A teoria da compulsão                     | Svetik                                      |                |
| 2002 | Estrada                                   | Ana                                         |                |
| 2003 | Não importa o quão bem                    | Marina                                      | televisão      |
| 2004 | Marfa                                     | Marfa                                       | filme          |
| 2005 | Quarenta Tons de Tristeza                 | Laura                                       |                |
| 2005 | Romance Feminino                          | Zhenya                                      | séries de TV   |
| 2007 | Cozinheiro                                | Lena                                        |                |
| 2008 | Os Irmãos Karamázov                       | Katerina Hohlakova                          | séries de TV   |
| 2008 | Assinante temporariamente indisponível... | Lana                                        | minissérie     |
| 2009 | O Caso Farewell                           | Alina                                       |                |
| 2009 | Mediador                                  | Esposa do assassino                         |                |
| 2009 | Almas à venda                             | Nina                                        |                |
| 2009 | Cruz russa                                | Maria                                       | minissérie     |
| 2010 | Tungusskiy meteorit                       |                                             | filme          |
| 2012 | Depois da escola                          | Zara, mãe Frida, a artista                  | séries de TV   |
| 2013 | Tudo começou em Harbin                    | Matryona, mãe de Boris e Volodya Eybozhenko | séries de TV   |
| 2013 | Picture Perfect                           | Lisa                                        | curta-metragem |
| 2014 | Filho                                     |                                             | minissérie     |
| 2015 | Londongrad                                |                                             | séries de TV   |
| 2015 | A Silent Voice                            | Alice                                       | filme          |
| 2016 | Peaky Blinders                            | Grã-duquesa Isabela Petrovna                | Série 3        |